# Traité de Stralsund

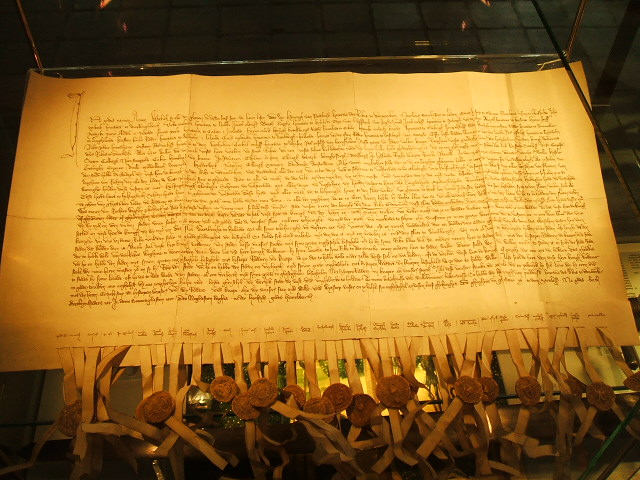
Traité de Stralsund

Le traité de Stralsund (24 mai 1370) met fin à la guerre opposant la ligue Hanséatique, au sein de la confédération de Cologne, et le royaume du Danemark. 

## Historique
Le traité est négocié par le sénéchal (drost) Henning Podebusk pour le Danemark et le bourgmestre Jakob Pleskow de Lübeck et Bertram Wulflam de Stralsund pour la confédération de Cologne. Grâce aux privilèges accordés par traité, le pouvoir commercial et politique de la Hanse est à son apogée,,.
Ce traité est l'aboutissement d'une guerre commencée en 1361 par le roi danois Valdemar Atterdag qui conquit les régions de la Scanie, du Öland, et l'île de Gotland dont la principale ville Visby était une ville importante de la Ligue Hanséatique. La Hanse répliqua et perdit cette première guerre à la bataille d'Helsingborg (en). Le traité de paix fut signé à Vordingborg en 1365 et entraina la perte de nombreux privilèges. En 1367, les villes de la Hanse quelques villes néerlandaises s'unirent pour former la Confédération de Cologne contre le Danemark et la Norvège dans le but de récupérer les privilèges perdus lors de la première guerre. Cette deuxième guerre se termina par la victoire de la ligue hanséatique et la signature du traité de Stralsund en 1370. En plus d'imposer une présence sur le territoire du Danemark, la libération de Visby, de donner à la Ligue un quasi-monopole sur le commerce du poisson entre la Baltique et la mer du Nord, le libre passage du détroit du Sund (entre Copenhague et Malmö), le traité de Stralsund accordé en 1370 par le roi du Danemark, Valdemar IV de Danemark et son gendre Håkon VI de Norvège donne également à la Hanse un droit de veto sur la succession au trône du Danemark. 